# ストラトフォード・フェスティバル
ストラトフォード・フェスティバル(英語: Stratford Festival)はトム・パターソンが創設した舞台芸術祭である。ストラトフォード・シェイクスピアリアン、シェイクスピア・フェスティバル、ストラトフォード・シェイクスピア・フェスティバルなどという旧称を経て現在の名称になった。国際的に有名なレパートリー・シアター・フェスティバルであり、4月頃から10月頃までカナダのオンタリオ州にある都市ストラトフォードで開催される。多数の観客、役者、劇作家が参加し、カナダ、イギリス、アメリカ合衆国の著名な役者がフェスティバルに出演している。カナダにおける最古にして今なお最も有名な芸術祭のひとつであり、ウィリアム・シェイクスピアの戯曲の上演で世界的に知られている。
フェスティバルでは必ずシェイクスピア劇を上演するよう決まっているが、それ以外にもギリシャ悲劇からブロードウェイスタイルのミュージカル、現代の作品まで幅広い戯曲を上演している。最大の劇場であるフェスティバル・シアターで上演される作品の3分の1くらいがシェイクスピア劇であるという時代もあったが、減少傾向にある。
このフェスティバルが成功したためストラトフォードのイメージは劇的に変わり、芸術と観光が経済的に大きな役割を果たす都市になった。イギリスやアメリカ合衆国などカナダ国外からも多くの観光客がフェスティバルを訪れており、ストラトフォードの観光部門において極めて重要なものになっている。

## 来歴

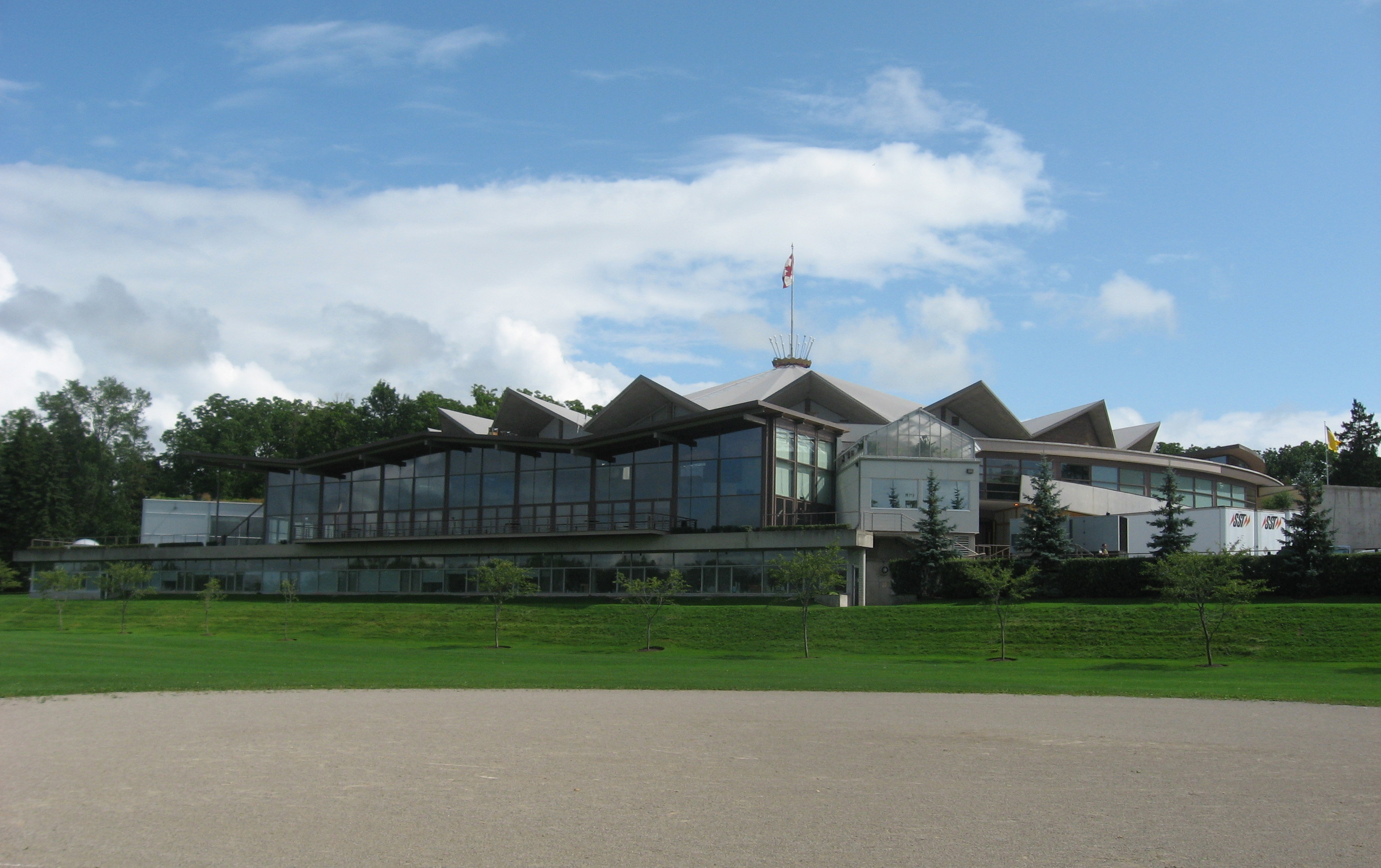
エイヴォン川から見えるフェスティバルシアター。

このフェスティバルは最初、ストラトフォード・シェイクスピアリアン・フェスティバル・オブ・カナダとして創設された。主な立役者はストラトフォード出身のジャーナリスト、トム・パターソンであった。パターソンは街がシェイクスピアの生地ストラトフォード＝アポン＝エイヴォンと同じ名前であるため、シェイクスピアの作品を上演する舞台芸術祭を創設することで街の経済を活性化させたいと考えていた。ストラトフォードは鉄道ジャンクションで機関車の工場があったが、蒸気機関の全面廃止が迫っていたため雇用が壊滅的な打撃に直面していた。パターソンは市長のデイヴィッド・シンプソンと市議会の支援を得てこの目的を達成した。ストラトフォード・シェイクスピアリアン・フェスティバルは1952年10月31日に法的に発足した。この時期は「カナダ・ニューナショナリズム高揚の時期」であった。
既にカナダの演劇において地位を確立していたドラ・メイヴァー・ムーアの助けにより、パターソンはイギリスの役者・演出家であるタイロン・ガスリーと大西洋をまたぐ国際電話で初めて話をした。1953年7月13日にフェスティバルのこけら落としが行われ、最初に上演された戯曲『リチャード三世』で役者のアレック・ギネスが芝居の最初の台詞「今や我らの不満の冬も/このヨークの息子により栄光の夏となり…」を口にして幕が開いた。。アレック・ギネスとアイリーン・ワースはこの『リチャード三世』に実費のみの支給で出演していた。フェスティバルの開催は国際的にも重要性を持つ「カナダ演劇のモデル」として高く評価され、期待を集めた。
最初期の4シーズンでは、エイヴォン川の土手に巨大なキャンバスのテントを貼って覆ったコンクリートの円形劇場で上演が行われた。第一回のシーズンは1953年7月13日から6週間で、『リチャード三世』の後に『終わりよければ全てよし』が上演され、どちらもアレック・ギネスが主演した。1954年のシーズンは9週間で、ソフォクレスの『オイディプス王』とシェイクスピアの2作品、『尺には尺を』と『じゃじゃ馬ならし』が上演された。最初期の4シーズンに出演した若手の役者のなかにはのちに大きな成功を収めた役者にはダグラス・キャンベル、ティモシー・フィンドリー、ドン・ハロン、ウィリアム・ハット、ダグラス・レインなどがいる。
常設の劇場を作るための資金集めはなかなか進まなかったが、カナダ総督ヴィンセント・マッシーやパースミューチュアル保険会社から相当額の寄付があった。1800名以上を収容できる座席のついた新しいフェスティバルシアターは1957年6月30日にこけら落としした。いずれの座席も舞台から20メートル以下の距離であった。劇場は意図的に大きなテントに似せた設計であった。1957年のシーズンの上演は『ハムレット』、『十二夜』、諷刺劇であるMy Fur Lady、『ねじの回転』、イプセンの『ペール・ギュント』であった。フェスティバルシアターの張り出し舞台はイギリスのデザイナー、ターニャ・モイセイビッチが古代ギリシアの円形劇場とシェイクスピアの時代のグローブ座の両方に似せで設計したもので、北米やイギリスで他のステージのモデルになった。
クリストファー・ウォーケンは若く無名だった1968年にストラトフォード・フェスティバルの舞台で『ロミオとジュリエット』のロミオ役と『夏の夜の夢』のライサンダー役をそれぞれ演じたことがある。この時の『ロミオとジュリエット』は、ダグラス・キャンベルが演出をつとめ、ジュリエットにはフランス系カナダ人のルイーズ・マルローをキャスティングしたが、マルローのフランス語訛りのため極めて台詞が聞き取りにくいと評された。トニー賞にノミネートされたことがあるスコット・ウェントワースは1985年の『ガラスの動物園』以降何度もストラトフォード・フェスティバルの上演に出演している。サラ・トッパムは2000年から2011年までこのフェスティバルで演技のキャリアを積んだ。
2007年、14シーズンという長期にわたり芸術監督をつとめたリチャード・モネットが退任した。退任後は総監督アントニ・チモリノと芸術監督マーティ・マラデン、デス・マカナフ、ドン・シップリーからなるチームがかわりをつとめた。2008年3月12日にシップリーとマラデンが退職すると報じられ、マクナフが唯一の芸術監督となった。2013年にデス・マクナフがアントニ・チモリーノにかわって芸術監督となった。
2012年にフェスティバルは340万カナダドルの赤字を計上したが、2015年にはチモリーノと業務監督アニタ・ギャフニーの管理下で310万ドルの剰余金を計上した。 以前の記録である50万枚のチケット売り上げという目標には達していなかったが、初めて劇場を訪れる観客の増加が達成できた。
2017年のシーズンでは幅広いプロダクションが提供されたが、演出家は全てカナダ人であった。フェスティバルシアターでシェイクスピアの『十二夜』、『ロミオとジュリエット』、『じゃじゃ馬ならし』、モリエールの『タルチュフ』、ミュージカル『ガイズ&ドールズ』が上演され、他には『軍艦ピナフォア』、リチャード・ブリンズリー・シェリダンの『悪口学校』 、ロバート・ルイス・スティーヴンソン『宝島』の新版などが上演された。
フェスティバルに参加した著名なパフォーマーとしてはアラン・ベイツ、ジャッキー・バロウズ、ゾーイ・コールドウェル(演出家としても参加)、レン・キャリオー、ジョナサン・クロンビー、ヒューム・クローニン、ブライアン・デネヒー、ミーガン・フォローズ、コルム・フィオール、モーリン・フォレスター、ローン・グリーン、ポール・グロス、ジュリー・ハリス、ジェームズ・メイソン、エリック・マコーマック、ロリーナ・マッケニット、ジョン・ネヴィル、アマンダ・プラマー、クリストファー・プラマー、サラ・ポーリー、ダグラス・レイン、ジェイソン・ロバーズ、ポール・スコフィールド、ウィリアム・シャトナー、マギー・スミス、ジェシカ・タンディ、ピーター・ユスティノフなどがいる。

## 現況
フェスティバルは4月頃から10月頃まで行われ、フェスティバルシアター、エイヴォンシアター、トム・パターソンシアター、スタジオシアターという4つの常設劇場がある。フェスティバルでは必ずシェイクスピア劇を上演するよう決まっているが、それ以外にもさまざまな古典及び現代劇と、最低1本のミュージカルを上演する。舞台上演以外には音楽のコンサート、作家による朗読、講演、役者やマネジメントスタッフとのディスカッションセッションなども行われている。21世紀においては代表的なカナダの演劇祭と見なされている。
ストラトフォード・フェスティバルはウォータールー大学と提携している。大学とフェスティバルが共催でシェイクスピア学会をシーズン中に行うこともある。

## 芸術監督
- タイロン・ガスリー(1953–1955)
- マイケル・ランガム (1956–1967)
- ジーン・ギャスコン (1968–1974)
- ロビン・フィリップス (1975–1980)
- ジョン・ハーシュ (1981–1985)
- ジョン・ネヴィル (1985–1989)
- デイヴィッド・ウィリアム (1990–1993)
- リチャード・モネット (1994–2007)
- マーティ・マラデン、デス・マクナフ、ドン・シップリー (2007–2008)
- デス・マクナフ (2008–2012)
- アントニ・チモリーノ (2013-)

## メディア
1954年、NFBがフェスティバルの創設について、タイロン・ガスリーとアレック・ギネスが出演するドキュメンタリー番組The Stratford Adventureを作った。
2003年から2006年までカナダで放送されたテレビドラマシリーズ『スリングズ・アンド・アロウズ』はこのフェスティバルをモデルにした架空のシェイクスピアフェスティバルを舞台にしている。
2015年2月17日、AP通信はストラトフォード・フェスティバルがシェイクスピア劇を全て映像化することを計画していると報じた。